# Cepeda la Mora
Cepeda la Mora es un municipio de España perteneciente a la provincia de Ávila, en la comunidad autónoma de Castilla y León. Forma parte del partido judicial de Piedrahíta y de la comarca de El Barco de Ávila-Piedrahíta. Geográficamente se halla situado en la parte alta del valle del río Alberche, en la vertiente sur de La Serrota. Tiene una superficie de 31,4 km².

## Geografía
Integrado en la comarca de El Barco de Ávila - Piedrahíta, se sitúa a 42 kilómetros de la capital provincial. El término municipal está atravesado por la carretera N-502 entre los pK 37-38 y 40-42 y por carreteras locales que conectan con Garganta del Villar y Navadijos.  
El relieve está caracterizado por la vertiente sur de La Serrota por el norte y por las dehesas cercanas al río Alberche por el sur (Dehesa de San Martín y Dehesa de las Cañadas). El río Alberche hace de límite meridional del municipio y el arroyo de la Mora hace de límite oriental. La altitud oscila entre los 1990 metros al norte, en el corazón de La Serrota, y los 1280 metros a orillas del río Alberche. El pueblo se alza a 1505 metros sobre el nivel del mar, siendo así uno de los municipios más altos tanto de la provincia como de todo España.

El paisaje se caracteriza por pequeñas repoblaciones de pino de la especie Pinus sylvestris, piornales, brezales y pastizales. Pese a ser una zona con abundantes precipitaciones dentro del centro peninsular, debido a la altitud y la mala calidad de las tierras, no existe gran variedad de especies florísticas, arbustivas o arbóreas. En el entorno del municipio se puede encontrar el piorno (Cytisus purgans), el erizo serrano (Armeria caespitosa), el enebro rastrero (Juniperus nana), la genciana (Gentiana pneumonanthe), la hepática blanca (Parnassia palustris), la escoba (Cytisus scoparius), la hiniesta (Genista cinerascens), el azafrán serrano (Crocus carpetanus), la botonera (Santolina rosmarinifolia), el tomillo (Thymus zygis), la mejorana (Thymus mastichina), el berceo (Stipa gigantea), la dedalera (Digitalis thapsi), la flor de leche (Luzula lactea) y el cantueso (Lavandula pedunculata).
| Noroeste: Villafranca de la Sierra | Norte: Villatoro y Mengamuñoz | Noreste: Sotalbo    |
| Oeste: Garganta del Villar         |                               | Este: Navalacruz    |
| Suroeste Navadijos                 | Sur: San Martín del Pimpollar | Sureste: Hoyocasero |

### Clima
Posee un clima templado (templado de verano seco y templado), influido por la altitud a la que se encuentra, con inviernos fríos con abundantes nevadas en los que se recoge la mayoría de la precipitación anual, y veranos suaves y por lo general muy secos. De acuerdo con Köppen y Geiger el clima se clasifica como Csb, cambiando a Dsb según se sube en altura hacia La Serrota. La temperatura media anual se encuentra en torno a los 8.7 °C. Las precipitaciones se reparten a lo largo del año, siendo más abundantes entre los meses de primavera y otoño, con máximo en otoño-invierno y con un mínimo durante el verano, dando lugar a alrededor de 832 mm de precipitación anual (aproximación con datos de precipitación de otros municipios de la zona).
En la actualidad, el municipio cuenta con dos estaciones meteorológicas. Una de ellas, situada junto al bar "El Traite" a las afueras del pueblo, publica datos en Meteoclimatic y Noromet. La otra, ubicada en la parcela de un domicilio particular dentro del pueblo, publica en Weathercloud, Ecowitt, Wunderground, Noromet y Meteoclimatic.
| Parámetros climáticos promedio de Cepeda la Mora    | Parámetros climáticos promedio de Cepeda la Mora | Parámetros climáticos promedio de Cepeda la Mora | Parámetros climáticos promedio de Cepeda la Mora | Parámetros climáticos promedio de Cepeda la Mora | Parámetros climáticos promedio de Cepeda la Mora | Parámetros climáticos promedio de Cepeda la Mora | Parámetros climáticos promedio de Cepeda la Mora | Parámetros climáticos promedio de Cepeda la Mora | Parámetros climáticos promedio de Cepeda la Mora | Parámetros climáticos promedio de Cepeda la Mora | Parámetros climáticos promedio de Cepeda la Mora | Parámetros climáticos promedio de Cepeda la Mora | Parámetros climáticos promedio de Cepeda la Mora |
| Mes                                                 | Ene.                                             | Feb.                                             | Mar.                                             | Abr.                                             | May.                                             | Jun.                                             | Jul.                                             | Ago.                                             | Sep.                                             | Oct.                                             | Nov.                                             | Dic.                                             | Anual                                            |
| --------------------------------------------------- | ------------------------------------------------ | ------------------------------------------------ | ------------------------------------------------ | ------------------------------------------------ | ------------------------------------------------ | ------------------------------------------------ | ------------------------------------------------ | ------------------------------------------------ | ------------------------------------------------ | ------------------------------------------------ | ------------------------------------------------ | ------------------------------------------------ | ------------------------------------------------ |
| Temp. media (°C)                                    | 0.9                                              | 2.2                                              | 4.5                                              | 6.4                                              | 9.8                                              | 14.9                                             | 18.6                                             | 18.3                                             | 14.5                                             | 8.9                                              | 4.0                                              | 1.7                                              | 8.7                                              |
| Precipitación total (mm)                            | 98                                               | 75                                               | 63                                               | 72                                               | 67                                               | 46                                               | 20                                               | 19                                               | 53                                               | 93                                               | 120                                              | 106                                              | 832                                              |
| Fuente: http://es.climate-data.org/location/279388/ |                                                  |                                                  |                                                  |                                                  |                                                  |                                                  |                                                  |                                                  |                                                  |                                                  |                                                  |                                                  |                                                  |

## Demografía
Cepeda la Mora cuenta con una población de 66 habitantes (INE 2024).
| Gráfica de evolución demográfica de Cepeda la Mora entre 1842 y 2021                                                  |
| |
| Población de derecho según los censos de población del INE. Población de hecho según los censos de población del INE. |

## Fiestas
En Cepeda la Mora se celebran las fiestas de San Roque el 16 de agosto. Suelen durar generalmente cuatro o cinco días, siendo el primer día el 15 de agosto: día de la Virgen; 16 de agosto: día de San Roque; 17 de agosto: día de San Roquito; 18 de agosto: El Perrito.